# Hotel Imperial (film, 1939)
A Hotel Imperial (eredeti címe is Hotel Imperial) Bíró Lajos azonos című színműve alapján készült, 1939-ben bemutatott fekete-fehér amerikai filmdráma. Rendezte Robert Florey, a főszerepben Isa Miranda és Ray Milland. 
Magyarországon a filmet 1939. október 18-án mutatták be. Az akkori filmismertető szerint: „A magyar huszárfőhadnagy és a hős lengyel leány ismert drámájának legújabb filmváltozata sok tekintetben különbözik magától az eredeti színpadi műtől és minden előző filmreprodukciójától, ez a körülmény azonban előnyére szolgál az újdonságnak.”
Ezt megelőzően Bíró Lajos Hotel Imperial című színműve alapján két némafilm is készült. Az elsőt Janovics Jenő rendezte 1918-ban, a másodikat 1927-ben Amerikában Mauritz Stiller.

## Cselekménye
Az első világháború idején a galíciai városnál osztrák-magyar és orosz csapatok harcolnak egymás ellen, váltakozó sikerrel. Ide érkezik és a Hotel Imperialban vállal állást Anna Warschawska, hogy megbosszulja húga, Sonja halálát, aki szobalány volt és öngyilkos lett, miután egy osztrák tiszt, a 12-es szoba lakója elcsábította. Nemesy (Nemassy) hadnagy elszakadt az orosz támadás elől visszavonuló csapatától és a szállóban, épp a 12-es szobában húzta meg magát. Anna feladja őt az oroszoknak, de közben megtudja, hogy a szállónak két 12-es szobája van. Az oroszok elfogják és halálra ítélik Nemesyt, de Anna könyörgésére az orosz tábornok elengedi.
A Hotel Imperialba megérkezik Kuprin, az orosz kém. Annának udvarolva elárulja, hogy az osztrák hadsereg Von Alting nevű tisztje. Ő volt a 12-es szoba lakója. Nemesy mint pincér bemegy Kuprin szobájába és rájön, hogy a kém megszerezte az osztrák-magyar offenzíva tervét. Lelövi Kuprint, elmenekül és értesíti a vezérkart, mire megváltoztatják az offenzíva tervét, és a meglepetésszerű támadás teljes sikerrel jár. Anna és Nemesy majd a háború befejezése után találkozhatnak újra.

## Főbb szereplők
- Isa Miranda – Anna Warschawska
- Ray Milland – Nemesy (Nemassy) hadnagy
- Reginald Owen – Videnko tábornok
- Gene Lockhart – Elias
- J. Carrol Naish – Kuprin
- Curt Bois – Anton
- Henry Victor – Sultanov
- Albert Dekker – Őrmester
- Ernő Verebes – Ivan
- Robert Middlemass – Von Schwartzberg tábornok
- Michel Werboff – Orosz őrmester
- Spencer Charters – Visoff
- Betty Compson – Szubrett
- Bodil Rosing – Ratty, öreg hölgy